# 간자키 다이스케
간자키 다이스케(일본어: 神崎 大輔, 1985년 2월 2일 ~ )는 일본의 전 축구 선수이다.

## 구단 경력
그는 2007년부터 2017년까지 J리그의 방포레 고후, V-파렌 나가사키, 기라반츠 기타큐슈에서 활동하였다.